# Hägnagölen (Nottebäcks socken, Småland)
Hägnagölen är en sjö i Uppvidinge kommun i Småland och ingår i Mörrumsåns huvudavrinningsområde.